# 程寬
程寬（15世紀—16世紀），字栗夫，南直隸徽州府歙縣槐塘人，明朝政治人物。

## 生平
程寬是成化十年（1474年）甲午科應天鄉試第九名舉人，授安化知縣，為政平易不施嚴刑，遇上蝗災盡力撲滅，又煮粥救濟貧困縣民，弘治二年（1489年）調光山知縣，十七年（1504年）調孝感知縣，再調湘陰知縣，均有政績，陞建寧通判，負責海口鹽政，一年後鹽課充足，又平定豪強作亂，正德四年（1509年）遷漳州同知，律身清儉，不擾府民，因忤逆劉瑾辭官回鄉，入祀安化名宦祠。

## 引用
1. 1 2  民國《歙縣志·卷六·人物志》：程寬，字栗夫，槐塘人，成化甲午舉人，知安化縣，歲旱蝗捕滅甚力，煮粥以賑全活甚眾，歷知光山、孝感、湘陰皆有聲，遷建寧府通判，檄主海口鹽政，期年國課贏衍，有大豪相構為亂，寬畫方略討平之，改漳州府同知，以忤劉瑾歸。
2. ↑  光緒《漳州府志·卷十·秩官二》：明歷官……同知……程寬 歙縣舉人，（正德）四年任，律身清儉，於民無擾
3. ↑  同治《安化縣志·卷二十·宦績錄》：程寬，歙人，宏治中知縣事，政務愷悌，不輕事鞭扑，歲蝗躬率民捕滅之，會旱煮粥賑飢民，全活無算，祀名宦。 舊志、通志、湖廣通志、府志